# Pak Song-jin
Pak Song-jin (* 5. Januar 1989) ist ein ehemaliger nordkoreanischer Eishockeyspieler.

## Karriere
Pak Song-jin trat für die nordkoreanische Nationalmannschaft erstmals bei der Weltmeisterschaft 2009 in der Division II an, als die Mannschaft ohne Punktgewinn den Abstieg hinnehmen musste. Im Folgejahr spielte er in der Division III und stieg mit dem Team umgehend wieder auf. Da die Nordkoreaner an der Weltmeisterschaft im Folgejahr aus finanziellen Gründen nicht teilnahmen, spielte er auch 2012 und 2014 in der untersten Spielklasse. Bei beiden Turnieren verpassten die Nordkoreaner als Zweiter (2012 hinter der Türkei und 2014 hinter Bulgarien) nur jeweils um einen Platz den Aufstieg in die Division II. Auch 2015 spielte er mit den Ostasiaten wieder in der untersten Spielklasse der Weltmeisterschaften. Diesmal gelang durch einen 4:3-Erfolg nach Verlängerung im entscheidenden Spiel gegen Gastgeber Türkei die Rückkehr in die Division II. 2016 spielte er mit seiner Mannschaft dann wieder in der Division II.
Auf Vereinsebene spielte Pak für Susan in der nordkoreanischen Eishockeyliga.

## Erfolge und Auszeichnungen
- 2010 Aufstieg in die Division II bei der Weltmeisterschaft der Division III, Gruppe B
- 2015 Aufstieg in die Division II, Gruppe B, bei der Weltmeisterschaft der Division III